# Iwan Lukjanow

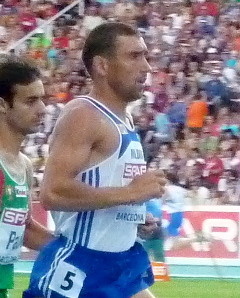
Ion Luchianov bei den Europameisterschaften 2010

Iwan Lukjanow, moldauisch Ion Luchianov (russisch Иван Лукьянов, * 31. Januar 1981 in Slobozia-Duşca, Moldauische SSR, UdSSR) ist ein ehemals moldauischer, ab 2014 russischer Hindernisläufer.
Luchianov wurde bei den Leichtathletik-Juniorenweltmeisterschaften 2000 in Santiago de Chile Elfter im Hindernislauf. Bei seinen Teilnahmen an den Olympischen Spielen 2004 in Athen, den Leichtathletik-Weltmeisterschaften 2005 in Helsinki und den Leichtathletik-Europameisterschaften 2006 in Göteborg konnte er sich jeweils nicht für die Endläufe qualifizieren.
Sein erstes großes Finale im Erwachsenenbereich erreichte Luchianov bei den Olympischen Spielen 2008 in Peking, wo er den zwölften Platz im Hindernislauf belegte. 2009 siegte er bei der Universiade in Belgrad, nachdem er schon 2005 in İzmir Zweiter und 2007 in Bangkok Dritter geworden war. Bei den Leichtathletik-Weltmeisterschaften in Berlin scheiterte er dagegen im Vorlauf.
Seinen bis dahin bedeutendsten internationalen Erfolg feierte Luchianov mit dem Gewinn der Bronzemedaille bei den Leichtathletik-Europameisterschaften 2010 in Barcelona. Ursprünglich hatte er das Ziel als Vierter erreicht, rückte aber in der Wertung um einen Rang auf, nachdem der drittplatzierte Spanier José Luis Blanco nachträglich wegen Dopings disqualifiziert worden war. Bei den Leichtathletik-Weltmeisterschaften 2011 in Daegu wurde Luchianov Achter. Im Jahr darauf kam er bei den Europameisterschaften in Helsinki auf Platz elf und bei den Olympischen Spielen in London auf Rang zehn.
Am 28. Dezember 2013 erhielt er die russische Staatsbürgerschaft. Ursprünglich wollte die IAAF ihm erlauben, erst ab dem 27. Dezember 2014 für Russland zu starten, aber dann wurde die Frist verkürzt. Infolgedessen konnte er ab dem 15. Mai 2014 Russland bei internationalen Wettbewerben offiziell vertreten.